# Kommissionen von der Leyen I
Kommissionen von der Leyen I var en europeisk kommission som leddes av Ursula von der Leyen (EPP) mellan den 1 december 2019 och den 30 november 2024.
von der Leyen föreslogs som ny kommissionsordförande av Europeiska rådet den 2 juli 2019. Hon valdes till ny kommissionsordförande av en absolut majoritet i Europaparlamentet den 16 juli 2019. De föreslagna kommissionsledamöterna genomgick utfrågningar och godkännande av parlamentet innan de gemensamt utsågs som ny kommission av Europeiska rådet i november 2019. Efter att ha utsetts av Europeiska rådet den 28 november 2019 kunde den nya kommissionen tillträda den 1 december 2019, en månad senare än det ursprungliga datumet då kommissionen Junckers mandatperiod skulle ta slut.
Kommissionen von der Leyen I var den europeiska kommissionen med hittills jämnast könsfördelning bland ledamöterna. Kommissionen svor ed inför EU-domstolen den 13 januari 2020.

## Utnämning

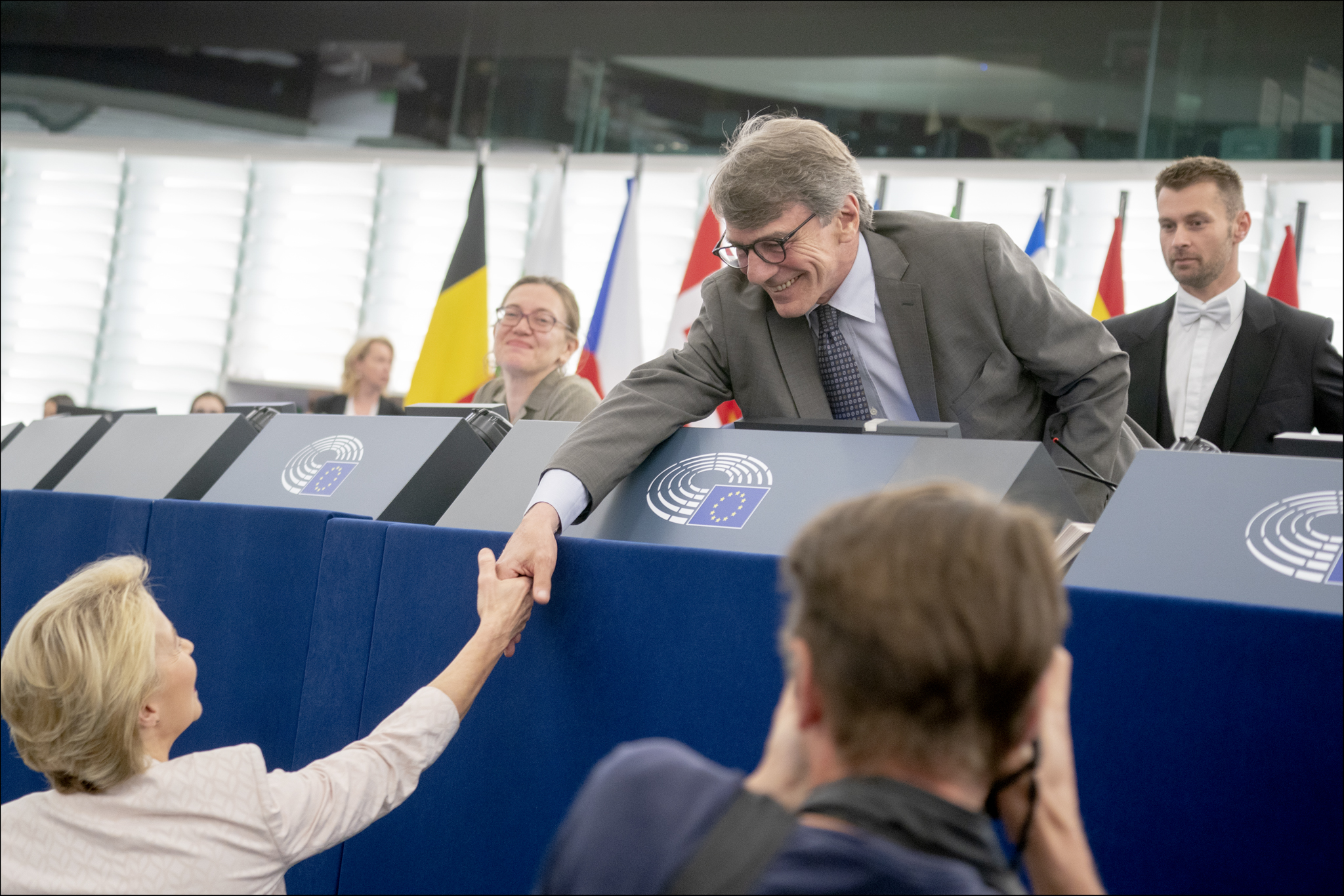
Ursula von der Leyen skakar hand med Europaparlamentets talman David Sassoli inför debatten i parlamentet den 16 juli 2019 om den nya kommissionsordföranden.

För att bli kommissionsordförande var von der Leyen tvungen att erhålla en absolut majoritet i det nyvalda Europaparlamentet. De första veckorna i juli träffade hon de olika politiska grupperna i parlamentet för att diskutera sin kandidatur. EPP-gruppen ställde sig bakom hennes kandidatur trots att de tidigare krävt att Spitzenkandidat-systemet skulle följas. Den 9 juli 2019 mötte hon den konservativa ECR-gruppen. Den 10 juli 2019 träffade von der Leyen de socialdemokratiska, liberala och gröna grupperna. Den gröna gruppen beslutade att inte stödja hennes kandidatur, medan den socialdemokratiska respektive liberala gruppen uttryckte viss skepticism. Renew-gruppen krävde till exempel att Ursula von der Leyen lovar tuffare tag för att säkerställa rättssäkerhet och demokrati i hela unionen samt att ALDE:s toppkandidat Margrethe Vestager ges samma tyngd i den nya kommissionen som socialdemokraternas Frans Timmermans. Vänstergruppen GUE/NGL röstade emot henne. För att bli vald av en absolut majoritet behövde von der Leyen stöd från åtminstone stora delar av EPP-, S&D-, ECR- och Renew-grupperna. En omröstning hölls den 16 juli 2019, efter att hon hade presenterat sitt politiska program. I omröstningen fick hon 383 röster, vilket var tillräckligt för att uppnå absolut majoritet. Hon erhöll detta efter att ha lovat socialdemokratiska och liberala gruppen omfattande reformer, bland annat kring klimatpolitik, arbetsmarknadspolitik, säkerställandet av rättsstatens principer och jämställdhet.
Den 10 september 2019 antog rådet den fullständiga förteckningen över föreslagna kommissionsledamöter. Samtidigt annonserade von der Leyen den föreslagna ansvarsfördelningen i hennes förslag till kommission. Totalt föreslogs 8 vice ordförande i kommissionen, varav tre "verkställande" med mer långtgående makt än övriga kommissionsledamöter. Medan de övriga vice ordförande koordinerar arbetet mellan kommissionsledamöterna, har de verkställande kommissionsledamöterna även ansvar för egna politikområden, såsom klimat- och konkurrensfrågor. Mot bakgrund av utfrågningarna i Europaparlamentet antog rådet den 25 november 2019 en uppdaterad lista över kommissionsledamöterna.

### Utfrågningar i Europaparlamentet

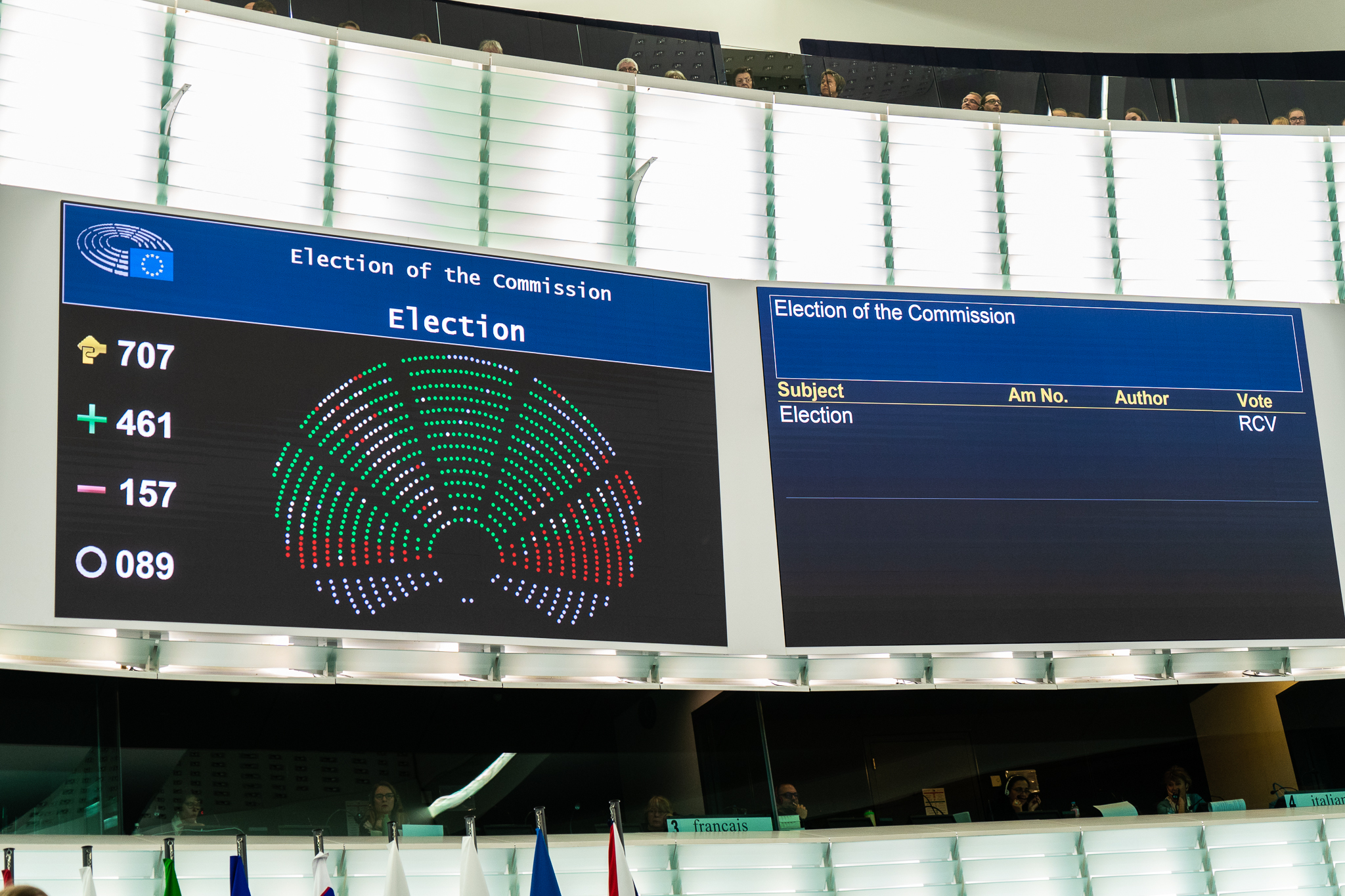
Omröstningsresultatet vid Europaparlamentets omröstning den 27 november 2019.

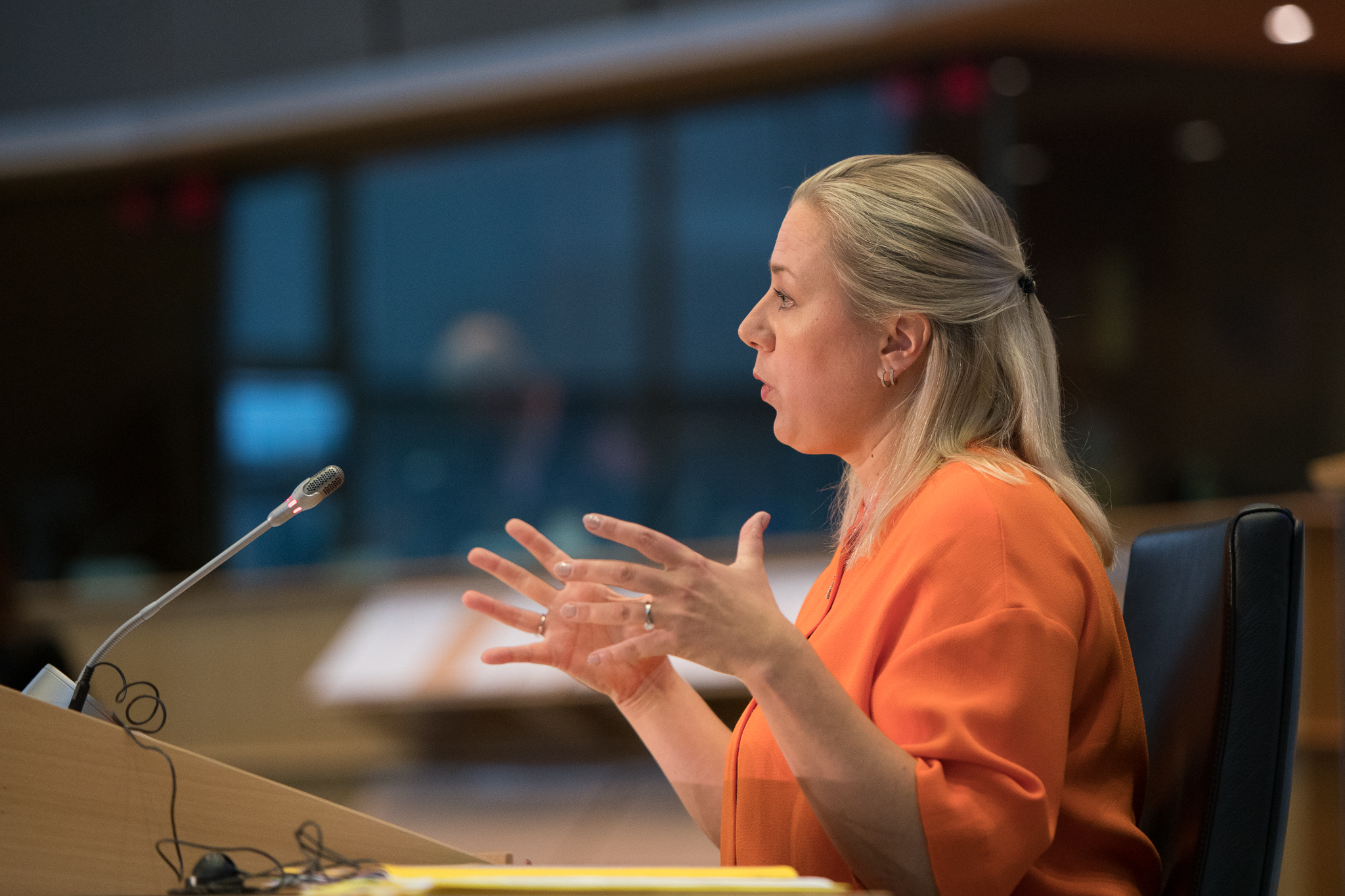
Utfrågningen av Finlands föreslagna kommissionsledamot Jutta Urpilainen i Europaparlamentet.

I slutet av september påbörjades Europaparlamentets utfrågningar av de föreslagna kandidaterna. Den 26 september 2019 röstade en majoritet i utskottet för rättsliga frågor emot den rumänska kandidaten Rovana Plumb och den ungerska kandidaten László Trócsányi. von der Leyen uppmanade därefter regeringarna i Rumänien och Ungern att föreslå nya kandidater. Övriga 24 kandidater godkändes, vilket innebar att de kunde gå vidare till utfrågningar i sina respektive sakutskott i parlamentet.
Den 1 oktober 2019 nominerade den ungerska regeringen Ungerns EU-ambassadör Olivér Várhelyi som ny kandidat. Rumäniens regering nominerade Dan Nica som ny kandidat, men von der Leyen accepterade inte denna nominering. Den 10 oktober 2019 förlorade den rumänska regeringen en misstroendeomröstning i det rumänska parlamentet och det är därför oklart när en ersättare kan nomineras.
Den 10 oktober 2019 röstade Europaparlamentets ansvariga utskott även ner den franska kandidaten Sylvie Goulard, vilket tvingade Emmanuel Macron till att nominera en ny kandidat.
Europaparlamentet godkände förslaget till kommission den 27 november 2019.

## Kommissionsledamöter
| Parti     | Mandat |  |
| --------- | ------ |  |
| EPP       | 9      |  |
| PES       | 8      |  |
| ALDE      | 6      |  |
| ECR       | 1      |  |
| Partilösa | 3      |  |
| Totalt    | 27     |  |

Nedan redovisas kommissionsledamöterna i kommissionen von der Leyen I.
von der Leyen uppmanade de nationella regeringarna att nominera två kandidater, en man och en kvinna, så att en jämn könsfördelning skulle kunna uppnås. Endast Rumäniens regering gjorde dock det i slutändan. Däremot har ovanligt många regeringar nominerat kvinnliga kandidater, vilket innebär att kommissionen är den mest könsbalanserade någonsin.
Storbritanniens regering valde att inte nominera någon kommissionsledamot på grund av brexit och nyvalet i december 2019. Eftersom det är en skyldighet för medlemsstaterna enligt EU-fördragen att föreslå kommissionsledamöter inledde kommissionen ett överträdelseförfarande mot Storbritannien i november 2019.
I maj 2023 avgick Marija Gabriel som kommissionsledamot. Hon ersattes av Iliana Ivanova den 19 september 2023.
I augusti 2023 avgick kommissionens förste vice ordförande Frans Timmermans efter att ha gett sig in i nederländsk nationell politik igen. Han ersattes av Wopke Hoekstra den 9 oktober 2023.
I juli 2024 avgick även Virginijus Sinkevičius och Adina Vălean för att bli ledamöter av Europaparlamentet efter valet 2024. Deras ansvarsområden övertogs tillfälligt av Maroš Šefčovič respektive Wopke Hoekstra. Europeiska unionens råd beslutade den 24 juli 2024 att inte utse några ersättare för resterande delen av mandatperioden. Den 16 september 2024 avgick även Thierry Breton och även i detta fall avstod rådet från att utse en ny ledamot.
|  |                        | Namn                   | Partitillhörighet | Medlem sedan            | Befattning | Utsedd från   |  |
|  | ---------------------- | ---------------------- | ----------------- | ----------------------- | --- | ------------- |  |
|  | Ursula von der Leyen   | Ursula von der Leyen   | EPP (CDU)         | 2019-12-01              | Europeiska kommissionens ordförande                                                                                        | Tyskland      |  |
|  | Frans Timmermans       | Frans Timmermans       | PES (PvdA)        | 2014-11-01 – 2023-08-22 | Verkställande vice ordförande; en europeisk grön giv                                                                       | Nederländerna |  |
|  | Margrethe Vestager     | Margrethe Vestager     | ALDE (R)          | 2014-11-01              | Verkställande vice ordförande; ett Europa rustat för den digitala tidsåldern                                               | Danmark       |  |
|  | Valdis Dombrovskis     | Valdis Dombrovskis     | EPP (V)           | 2014-11-01              | Verkställande vice ordförande; en ekonomi för människor                                                                    | Lettland      |  |
|  | Federica Mogherini     | Josep Borrell          | PES (PSOE)        | 2019-12-01              | Vice ordförande; hög representant för utrikes frågor och säkerhetspolitik                                                  | Spanien       |  |
|  | Maroš Šefčovič         | Maroš Šefčovič         | PES (Smer)        | 2014-11-01              | Vice ordförande; europeiska gröna given, miljö, hav och fiske (2024–), kontakter mellan institutionerna och framtidsfrågor | Slovakien     |  |
|  | Věra Jourová           | Věra Jourová           | ALDE (ANO 2011)   | 2014-11-01              | Vice ordförande; värden och öppenhet                                                                                       | Tjeckien      |  |
|  | Dubravka Šuica         | Dubravka Šuica         | EPP (HDZ)         | 2019-12-01              | Vice ordförande; demokrati och demografi                                                                                   | Kroatien      |  |
|  | Margaritis Schinas     | Margaritis Schinas     | EPP (ND)          | 2019-12-01              | Vice ordförande; främjande av vår europeiska livsstil                                                                      | Grekland      |  |
|  | Johannes Hahn          | Johannes Hahn          | EPP (ÖVP)         | 2010-02-10              | Ledamot; budget och administration                                                                                         | Österrike     |  |
|  | Phil Hogan             | Phil Hogan             | EPP (FG)          | 2014-11-01 – 2020-08-26 | Ledamot; handel | Irland        |  |
|  | Marija Gabriel         | Marija Gabriel         | EPP (GERB)        | 2017-07-07 – 2023-05-15 | Ledamot; innovation, forskning, kultur, utbildning och ungdomsfrågor                                                       | Bulgarien     |  |
|  | Nicolas Schmit         | Nicolas Schmit         | PES (LSAP)        | 2019-12-01              | Ledamot; sysselsättning och sociala rättigheter                                                                            | Luxemburg     |  |
|  | Paolo Gentiloni        | Paolo Gentiloni        | PES (PD)          | 2019-12-01              | Ledamot; ekonomi | Italien       |  |
|  | Janusz Wojciechowski   | Janusz Wojciechowski   | ECR (PiS)         | 2019-12-01              | Ledamot; jordbruk | Polen         |  |
|  | Thierry Breton         | Thierry Breton         | ALDE              | 2019-12-01 – 2024-09-16 | Ledamot; inre marknaden | Frankrike     |  |
|  | Elisa Ferreira         | Elisa Ferreira         | PES (PS)          | 2019-12-01              | Ledamot; sammanhållning och reformer                                                                                       | Portugal      |  |
|  | Stella Kyriakides      | Stella Kyriakides      | EPP (DISY)        | 2019-12-01              | Ledamot; hälsa och livsmedelssäkerhet                                                                                      | Cypern        |  |
|  | Didier Reynders        | Didier Reynders        | ALDE (MR)         | 2019-12-01              | Ledamot; rättsliga frågor                                                                                                  | Belgien       |  |
|  | Helena Dalli           | Helena Dalli           | PES (PL)          | 2019-12-01              | Ledamot; jämlikhet | Malta         |  |
|  | Ylva Johansson         | Ylva Johansson         | PES (S)           | 2019-12-01              | Ledamot; inrikes frågor | Sverige       |  |
|  | Janez Lenarčič         | Janez Lenarčič         | ALDE              | 2019-12-01              | Ledamot; krishantering | Slovenien     |  |
|  | Adina Vălean           | Adina Vălean           | EPP (PNL)         | 2019-12-01 – 2024-07-15 | Ledamot; transport | Rumänien      |  |
|  | Olivér Várhelyi        | Olivér Várhelyi        | –                 | 2019-12-01              | Ledamot; grannskap och utvidgning                                                                                          | Ungern        |  |
|  | Jutta Urpilainen       | Jutta Urpilainen       | PES (SDP)         | 2019-12-01              | Ledamot; internationella partnerskap                                                                                       | Finland       |  |
|  | Kadri Simson           | Kadri Simson           | ALDE (KE)         | 2019-12-01              | Ledamot; energi | Estland       |  |
|  | Virginijus Sinkevičius | Virginijus Sinkevičius | EGP (DSVL)        | 2019-12-01 – 2024-07-15 | Ledamot; miljö, hav och fiske                                                                                              | Litauen       |  |
|  | Mairead McGuinness     | Mairead McGuinness     | EPP (FG)          | 2020-10-12              | Ledamot; finansiell stabilitet, finansiella tjänster och kapitalmarknadsunionen                                            | Irland        |  |
|  | Iliana Ivanova         | Iliana Ivanova         | EPP (GERB)        | 2023-09-19              | Ledamot; innovation, forskning, kultur, utbildning och ungdomsfrågor                                                       | Bulgarien     |  |
|  | Wopke Hoekstra         | Wopke Hoekstra         | EPP (CDA)         | 2023-10-09              | Ledamot; klimatpolitik och transport (2024–)                                                                               | Nederländerna |  |

## Organisation
Precis som tidigare kommissioner är kommissionen von der Leyen I organiserad i olika generaldirektorat. I samband med sitt tillträdande inrättade kommissionen von der Leyen I ett nytt generaldirektorat för försvarsindustri och rymdfrågor (DEFIS) och ett för stöd för strukturreformer (REFORM).

## Kommissionens politik

### Europeiska gröna given
Ett av kommissionens prioriterade områden är vad den kallar den europeiska gröna given. Kommissionen har som ambition att unionens utsläpp av växthusgaser ska minska med 55 procent jämfört med 1990 års nivåer fram till 2030 och att Europa ska bli den första helt utsläppsneutrala kontinenten år 2050. Under 2021 antogs en europeisk klimatlag av Europaparlamentet och Europeiska unionens råd på förslag av kommissionen som fastställde dess mål. I mitten av juli 2021 följdes detta av ett lagstiftningspaket – Fit for 55 – med olika lagförslag för att uppnå det första målet om en minskning av växthusgaser på 55 procent fram till 2030.

### Digitalisering
Vid sidan av den gröna given är digitalisering bland kommissionens mest uttalade prioriterade områden.

### Asylpolitik
Den 23 september 2020 presenterade kommissionen ett nytt förslag till asylpolitik. Förslaget går bland annat ut på att ersätta Dublinförordningen med ett nytt regelverk och att införa screening av alla som kommer till unionens yttre gräns utan att uppfylla inresevillkoren.

### Coronaviruspandemin 2020–2021
Bara några månader in i sin mandatperiod tvingades kommissionen von der Leyen I ta itu med coronaviruspandemin. I mitten av mars 2020 la kommissionen fram en rad olika förslag för att dels säkerställa den fria rörligheten för varor på den inre marknaden, dels för att mildra konsekvenserna av coronaviruset. Bland annat vidtogs följande åtgärder:
- Det gemensamma beredskapslagret rescEU utökades till att även innefatta medicinsk skyddsutrustning.[51][52]
- Mer generös tillämpning av stabilitets- och tillväxtpakten[53][54] och bestämmelserna om statsstöd[55][56]
- Investeringsinitiativet mot effekter av coronaviruset, ett investeringspaket på 37 miljarder euro. Förslaget godkändes av Europaparlamentet den 26 mars 2020 och Europeiska unionens råd den 30 mars 2020. Det trädde i kraft den 1 april 2020.[57]
- Förslag till ett nytt instrument, Europeiska instrumentet för tillfälligt stöd för att minska risken för arbetslöshet i en krissituation (SURE), för att med 100 miljarder euro ge lån för att stödja korttidsarbete[58][59][60][61][62]
- Utökande av Europeiska unionens solidaritetsfond till att även omfatta internationella hälsonödlägen och därmed aktivera 800 miljoner euro för stöd till utsatta medlemsstater. Förslaget godkändes av Europaparlamentet den 26 mars 2020 och rådet den 30 mars 2020. Det trädde i kraft den 1 april 2020.[63]
- Tillfälligt flexiblare regler för flygtrafik, så att flygbolag som ställer in flygturer till följd av lågt resandeunderlag inte riskerar att nedprioriteras vid fördelningen av ankomst- och avgångstider[64]. Förslaget godkändes av Europaparlamentet den 26 mars 2020 och av rådet den 30 mars 2020. Det trädde i kraft den 1 april 2020.[65]
- Gemensamma riktlinjer till medlemsstaterna kring bland annat gränskontroller, varuflöden och gränsöverskridande arbetskraft för att motverka timslånga köer vid medlemsstaternas gemensamma gränser.
- Ett allmänt inreseförbud till EU (utom Irland) och Schengenområdet för tredjelandsmedborgare, utom vissa specifika grupper.[66] Europeiska rådet ställde sig bakom förbudet den 17 mars 2020 och det infördes därefter av medlemsstaterna på nationell nivå för en period av 30 dagar. I början av april 2020 föreslog kommissionen att förbudet skulle förlängas,[67] vilket skedde fram till och med den 15 maj 2020.[68]
- Exportrestriktioner för medicinsk skyddsutrustning till tredjeland, dock ej EES-länderna, Schweiz samt de europeiska mikrostaterna[69][70] Samtidigt togs tull- och momsavgifter på varor för bekämpning av coronaviruset eller för användning i sjuk- och hälsovården tillfälligt bort.[71][72]
- Införandet av gröna körfält för att underlätta varutransporter genom de återinförda gränskontrollerna mellan EU-länderna[73]
- Ett återhämtningsinstrument på 750 miljarder euro och en ny flerårig budgetram med fokus på att stödja återhämtningen efter coronaviruspandemin genom investeringar i hållbarhet och digitalisering.

## Kontakter med civilsamhället
Statistik från februari 2024 visade att Ursula von der Leyen hade haft 163 möten med olika organisationer som kommissionsordförande. Motsvarande siffra för Jean-Claude Juncker under hans femåriga mandatperiod som kommissionsordförande var 61. von der Leyen kritiserades dock för att ha haft en stor överrepresentation av möten med tyska företag, trots att ledamöter av kommissionen ska agera utifrån hela unionens intresse. Hon hade också haft en större andel möten med företag och en mindre andel möten med exempelvis icke-vinstdrivande organisationer än Juncker.

## Skandaler
Kommissionsledamoten Phil Hogan, som var ansvarig för handelsfrågor, tvingades lämna kommissionen i augusti 2020 efter att det framkommit i media att han deltagit i ett evenemang i Irland som bröt mot de rådande restriktionerna och rekommendationerna under coronakrisen. Han ersattes av Mairead McGuinness, som tillträdde den 12 oktober 2020 efter att ha godkänts av Europaparlamentet. Hon övertog ansvaret för finansmarknadsfrågor från Valdis Dombrovskis, som istället tog över handelsfrågorna som Hogan hade ansvarat för.